# ジャン・デローリエ

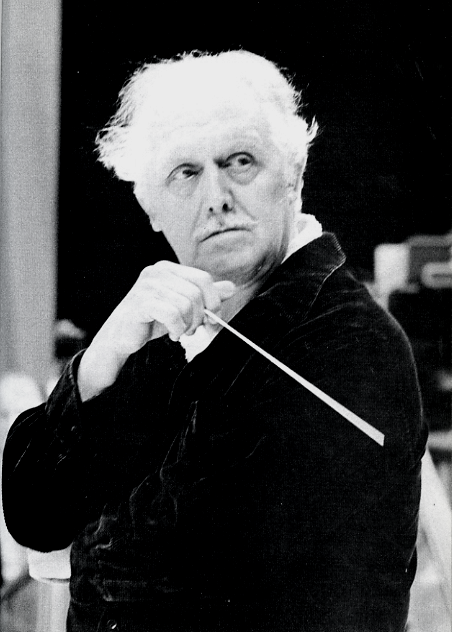

ジャン・デローリエ（Jean Deslauriers, 1909年6月24日 - 1978年5月30日）は、カナダ出身の指揮者。
モントリオールの生まれ。1918年から1923年までエミール・タラントとカミーユ・クチュールにヴァイオリン、ロメイン＝オクターヴ・ペルティエ１世に和声、オーギュスト・デスカリーに対位法、管弦楽法をクロード・シャンパーニュの各氏に師事。1924年から1929年までポール・デュフォーとジョセフ・ソーシエの楽旅に同行し、その後しばらくクルーズ船のヴァイオリニストとして活動した。1935年から1945年までモントリオール・コンセール交響楽団に団員として参加し、1936年からカナダ放送のオーケストラの指揮者として活動するようになった。1937年から1957年までカナダ放送の番組「セレナーデ・フォー・ストリングス」の指揮者を務め、第二次世界大戦中にはカナダ放送の作・編曲家としても活動した。1960年代からカナダの主要都市のオーケストラに指揮者として客演し、1967年から1970年までケベック・リリック劇場の音楽監督、1972年から1975年までケベック歌劇場の副指揮者をそれぞれ務めた。
サン・ジェロームにて死去。